# Gustavo Veiga
Gustavo Jorge Veiga (Ciudad de Buenos Aires, 12 de noviembre de 1957) es un periodista, escritor, docente universitario y columnista en medios gráficos argentino,. Es hijo del relator de fútbol y boxeo Bernardino Veiga.

## Trayectoria
Ejerce el periodismo desde agosto de 1978. Realizó cursos de Cine y Periodismo de Investigación. Es docente de la carrera de Comunicación Social de la Universidad de Buenos Aires en la materia Taller de Expresión III y la Tecnicatura de Periodismo Deportivo de la Facultad de Periodismo de la Universidad Nacional de La Plata como profesor titular de la materia Comunicación, Deporte y Derechos Humanos. Dictó cursos y seminarios de investigación periodística en la Universidad Nacional de La Plata, el Instituto Ciencias de la Información (ICI) y la Unión de Trabajadores de Prensa de Buenos Aires (UTPBA); en provincias y en Asunción del Paraguay auspiciado por el Sindicato de Periodistas Paraguayos.
Se desempeñó entre 1986 y 1994 como columnista, investigador y productor en programas radiales.
Escribió en los diarios La Prensa, Clarín, Crónica, Perfil, La Voz del Interior, Crítica; en  medios provinciales como La Mañana, de Neuquén; El Litoral, de Santa Fe, y El Patagónico, de Chubut, entre otros patagónicos, y en las revistas Goles Match, El Periodista, Los Periodistas, Noticias, El Gráfico, Un Caño, Rumbos, y en el quincenario cooperativo Acción.
Trabaja como redactor especial en Página/12 para las secciones Política, Sociedad, Política Internacional y Deportes.
Realizó coberturas en Cuba, Chile, Bolivia, Brasil, Paraguay, Uruguay, Venezuela, México, Italia, Alemania, Sudáfrica y España. Integra el CAPAC (Club Argentino de Periodistas Amigos de Cuba). 

## Obras
Publicó los libros:
- Donde manda la patota; barrabravas, poder y política. Ágora, 1998.
- Fútbol limpio, negocios turbios. Astralib, 2002.
- Deporte, Desaparecidos y Dictadura. Ediciones Al Arco, 2006; reeditado y corregido en 2010.[9] Declarado de interés por las Legislaturas de Buenos Aires y Río Cuarto, Córdoba, en 2011, y la de Puerto Madryn, en 2014.

También participó como coautor en:
- Violencia y Medios de Comunicación 3. Insyde, México, 2007;
- La hinchada te saluda jubilosa. Editorial Fundación Ross, Rosario, 2007. Un homenaje a Roberto Fontanarrosa.
- Osvaldo Bayer, por otras voces. Universidad de La Plata, 2011.

## Filmografía
Produjo, con guiones propios, cuatro documentales sobre temas históricos y deportivos: 
- Boca, historia de una pasión
- 50 años de Futbolistas Argentinos Agremiados
- Diego, ayer, hoy y siempre
- Los 100 mejores goles de la Selección

En 2007, trabajó en Argentina y su fábrica de fútbol, uno de los trece documentales seleccionado entre 457 por DocTV IB (un programa de intercambio), que trata sobre el deshumanizado mercado del fútbol infantil. 
Escribió el guion de una miniserie basado en el libro de su autoría, Deporte, desaparecidos y dictadura, que ganó el concurso del INCAA 2011.
Coordinó y organizó en Buenos Aires en 2008 el Primer Ciclo de documentales sobre Deporte, Derechos Humanos y Dictadura, al que adhirieron la Secretaría de Deporte de la Nación y Memoria Abierta.

## Premios
Entre sus galardones se destaca el Diploma Konex 2007 en Comunicación - Periodismo. Fue jurado del mismo premio en 2010 y 2020 para la categoría Deportes.
Sus obras han obtenido reconocimientos por su valor y aporte a la historia del país; tal es el caso del libro "Deporte, desaparecidos y Dictadura", declarado de Interés Social y Cultural en la Legislatura porteña y reconocido por el Honorable Concejo Deliberante de Río Cuarto, Córdoba.
En noviembre de 2021 la Legislatura de la Ciudad Autónoma de Buenos Aires lo distinguió Personalidad Destacada de la Ciudad Autónoma de Buenos Aires en el ámbito del Deporte por «sus investigaciones sobre las personas detenidas-desaparecidas del deporte argentino».